# Guilhofrei
Guilhofrei est une paroisse civile portugaise (en portugais : freguesia) de la municipalité de Vieira do Minho dans le district de Braga.

## Géographie

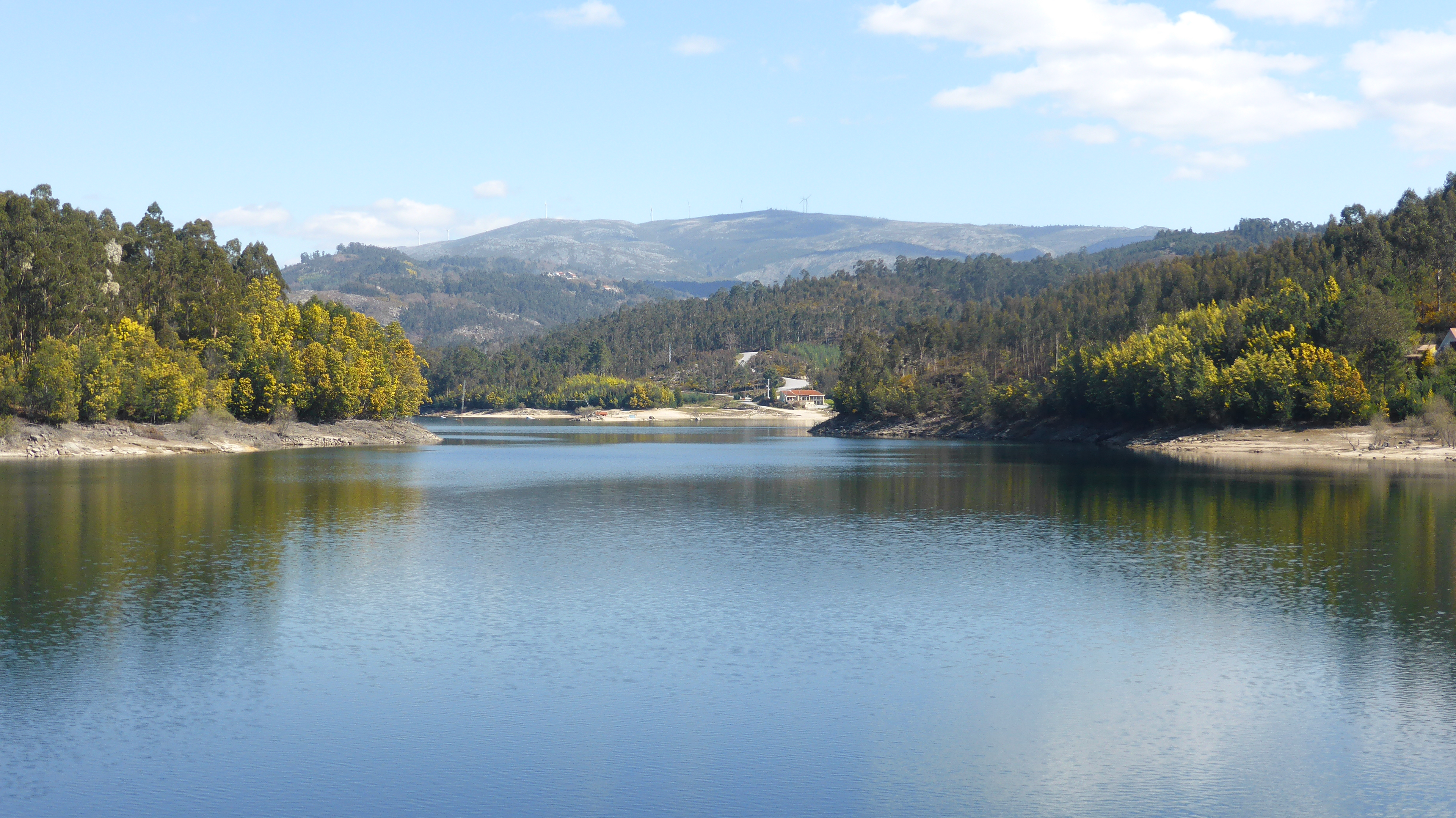
Le lac de barrage d'Ermal.

Guilhofrei est située au sud de Vieira do Minho, à la frontière avec les municipalités de Póvoa de Lanhoso (à l'ouest) et Fafe (au sud). Son territoire est délimité au nord par le fleuve Ave et le lac de barrage d'Ermal (albufeira do Ermal).
La paroisse de Guilhofrei comprend les villages et lieux-dits d'Assento, Calvelos, Crasto, Ermal, Guilhofrei, Lomba, Louredo, Penelas, São Silvestre et Vila Boa.

## Histoire
Guilhofrei est le siège de la municipalité de Vila Boa da Roda, qui a reçu une charte d'Alphonse III en 1261 et Manuel Ier en 1514. La municipalité est supprimée au XIXe siècle et Guilhofrei rejoint Lanhoso en 1852 puis Vieira en 1878.

## Démographie
Lors du recensement de 2021, Guilhofrei compte 898 habitants.